# Honorato Hernández

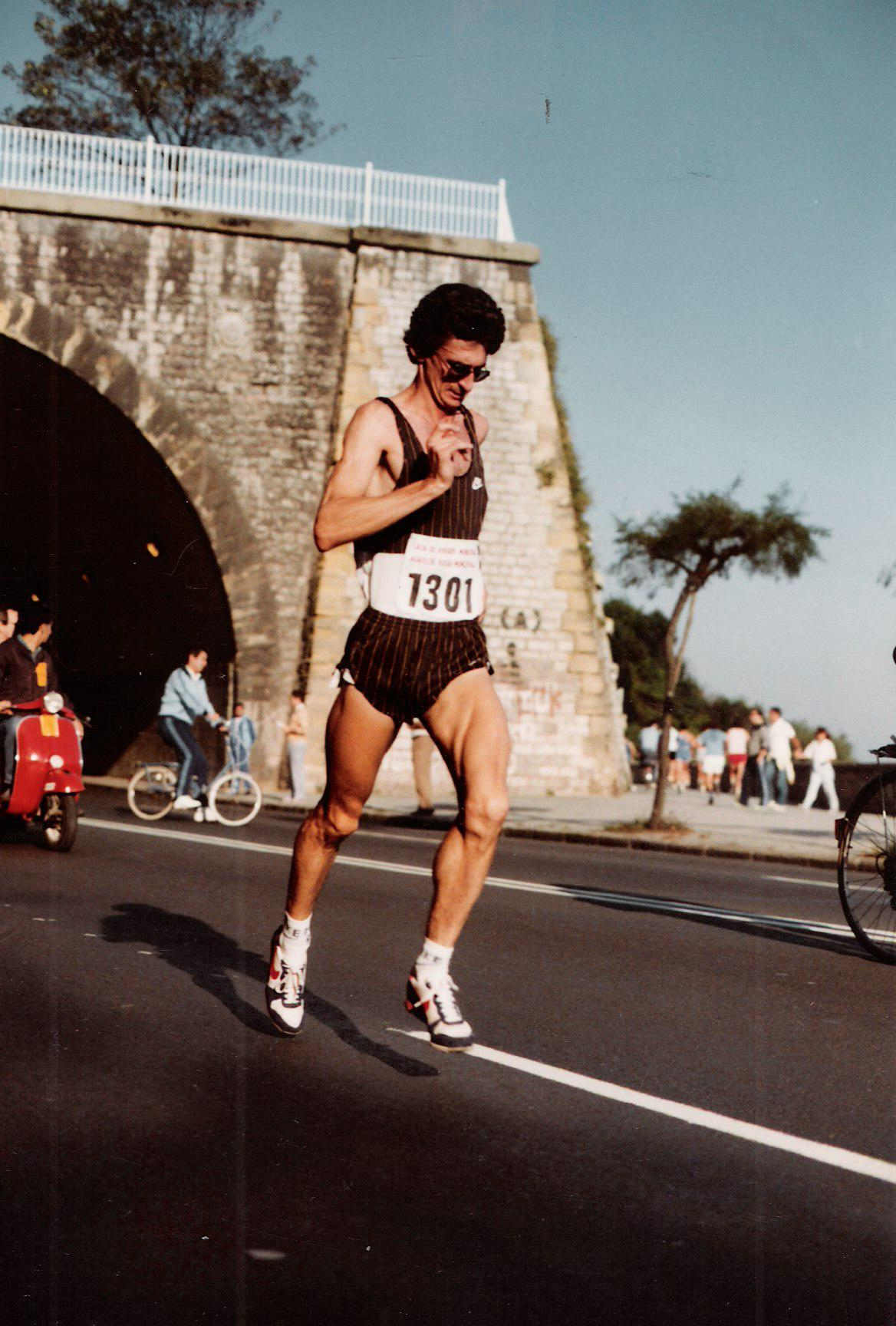
Honorato disputando la maratón de San Sebastián

Honorato Hernández Blanco (Santa María de Sando, Salamanca (España), 29 de junio de 1956) es un ex atleta especializado en Maratón. Tras su retirada como atleta ha ejercido de entrenador hasta la actualidad. Además, en la década 2000-10 fue responsable técnico del equipo femenino de atletismo de la Universidad de Salamanca. 

## Trayectoria atlética
Desde sus inicios destaca en pruebas de fondo. En 1982 aconsejado por amigos expertos decide probar en la maratón y disputa el Maratón de San Sebastián. Sin una preparación específica de maratón consigue vencer con un tiempo de 2h.20:38 y así, tras las buenas sensaciones durante la prueba, decide enfocar su carrera hacia el maratón.
Un año después de su debut, tiene la oportunidad de representar a España en los Juegos Mediterráneos de Casablanca donde logra la primera y única medalla internacional de su carrera, al terminar en tercera posición (2h.23:15). En los siguientes años representará a España en diversas Copas del Mundo y Copas de Europa de Maratón. Será en una de ellas, en la Copa del Mundo celebrada en Seúl en 1987, donde realizará una de sus más destacadas actuaciones al finalizar en octava posición (2h.13:40). Esto le permitirá participar en el Mundial de Atletismo de Roma 87, donde tendrá una actuación meritoria al terminar 18º con 2h.20:00.
En 1988, año de Juegos Olímpicos, alcanzará el sueño de participar en ellos. Una vez allí, no tiene suerte y por los efectos de una fiebre, enfermedad muy extendida entre los atletas en esos juegos, se ve obligado a abandonar. Tras su paso por los Juegos, su esfuerzo se verá recompensado con varias rebajas de su marca personal, hasta dejarla en 2h.12:47, realizada en el Maratón de Londres en 1990. 
En 1991 decide abandonar la competición, pero sigue vinculado al atletismo como entrenador, tarea que ya compaginó con su etapa como atleta. En esta nueva tarea ha dirigido a varios atletas internacionales. Posteriormente fue designado responsable técnico del ADUS (Asociación Deportiva de la Universidad de Salamanca) femenino de atletismo, logrando varios segundos puestos en la Liga de Clubs de División de Honor hasta su desaparición. Actualmente tiene un gimnasio en Salamanca llamado ABH Fitness.

## Palmarés
- Medalla de Bronce en los Juegos Mediterráneos de Casablanca de 1983.
- Medalla de Bronce por equipos en la Copa de Europa de Maratón de Laredo de 1983.
- 8º en la Copa del Mundo de Maratón de Seúl de 1987.
- 6º en la Copa de Europa de Maratón de Huy (Bélgica) de 1988.
- Campeón de España de Gran Fondo de 1987.
- Subcampeón de España de Maratón de 1983.
- 3º de España de Maratón de 1985.

## Todos sus Maratones
| Tiempo   | Puesto | Prueba                                     | Fecha      |
| 2h.12:47 | 11     | Londres                                    | 22/04/1990 |
| 2h.13:02 | 16     | Copa del Mundo de Maratón en Milán         | 16/04/1989 |
| 2h.13:17 | 6      | Copa de Europa de Maratón en Huy (Bélgica) | 30/04/1988 |
| 2h.13:40 | 8      | Copa del Mundo de Maratón en Seúl          | 12/04/1987 |
| 2h.14:51 | 3      | Campeonato de España en Laredo             | 03/02/1985 |
| 2h.15:48 | 39     | Copa del Mundo de Maratón en Hiroshima     | 14/04/1985 |
| 2h.16:03 | 14     | Nueva York                                 | 02/11/1986 |
| 2h.17:23 | 1      | San Sebastián                              | 13/10/1985 |
| 2h.17:52 |        | Amberes                                    | 23/05/1984 |
| 2h.18:10 | 2      | Campeonato de España en Laredo             | 13/10/1983 |
| 2h.20:03 | 1      | Jerez                                      | 18/12/1988 |
| 2h.20:38 | 1      | San Sebastián                              | 1982       |
| 2h.22:51 | 29     | Copa de Europa de Maratón en Laredo        | 19/06/1983 |
| 2h.23:15 | 3      | Juegos del Mediterráneo en Casablanca      | 16/09/1983 |
| 2h.24    | 1      | Tenerife                                   | 10/1982    |